# دوسویه‌ساز
دوسویه‌ساز یا دوبلکسر (duplexer ) یک قطعه الکترونیکی است که امکان برقراری ارتباط دو طرفه ( دوبلکس) را در یک مسیر واحد فراهم می کند. در سیستم های ارتباطی راداری و رادیویی ، گیرنده را از فرستنده جدا می‌کند در حالی که به آن‌ها اجازه می‌دهد یک آنتن مشترک را به اشتراک بگذارند. بیشتر سیستم‌های تکرارکننده رادیویی شامل دوسویه‌ساز هستند. دوسویه‌سازها می‌توانند بر اساس فرکانس (اغلب فیلتر موج‌بری)، قطبش (مانند مبدل مدعمودی) یا زمان‌بندی (همانطور که در رادار معمول است) باشد. 

## انواع

### کلید انتقال-دریافت

کلیدزنی دوسویه TR

در رادار، یک کلید فرستنده/گیرنده (TR) را به طور متناوب فرستنده و گیرنده را به یک آنتن مشترک متصل می‌کند. در ساده‌ترین چیدمان، کلید از یک لامپ تخلیه گاز در دوسر پایه‌های ورودی گیرنده تشکیل شده است. هنگامی که فرستنده فعال است، ولتاژ زیاد حاصل باعث می‌شود که لامپ لوله هادی شود، در پایه‌های گیرنده را برای محافظت از آن به‌هم اتصال کوتاه می‌کند، در حالی که مکمل آن، کلید ضد فرستنده/گیرنده (ATR)، یک لوله تخلیه مشابه است که فرستنده را از آنتن در حالی که کار نمی‌کند، برای جلوگیری از هدر رفتن انرژی دریافت شده، جدا می‌کند. 

### ترکیبی
ترکیبی مانند تی پیوندی ممکن است با خاموش کردن پورت چهارم در یک بار همسان، به عنوان دوسویه‌ساز استفاده شود.  این چیدمان از این عیب رنج می‌برد که نیمی از قدرت فرستنده در بار متناوب از بین می‌رود، در حالی که نویز گرمایی در بار به گیرنده تحویل داده می‌شود. 

## تاریخ
اولین دوسویه‌ساز برای استفاده بر روی تلگراف الکتریکی اختراع شد و دوسویه به جای دوسویه‌ساز شناخته شده بودند. آن‌ها شکل اولیه سیم‌پیچ پیوندی بودند. شرکت‌های تلگراف علاقه‌مند به داشتن چنین ادواتی بودند زیرا امکان داشتن ترافیک همزمان در هر دو جهت، باعث صرفه جویی در هزینه هزاران مایل سیم تلگراف شده بود. اولین قطعه از این قطعات در سال 1853 توسط ژولیوس ویلهلم گینتل از تلگراف ایالتی اتریش طراحی شده است. طراحی گینتل خیلی موفق نبود. تلاش‌های بیشتر توسط کارل فریشن از هانوفر با یک خط مصنوعی برای تعادل بین خط واقعی و زیمنس و هالسکه، که طراحی فریشن را خریداری و اصلاح کردند، انجام شد. اولین دوسویه واقعاً موفق توسط جوزف بارکر استرنس از بوستون در سال 1872 طراحی شد. این موضوع توسط تلماس ادیسون به تلگراف چهارتایی نیز تبدیل شد. تخمین‌زده می‌شود این قطعه برای وسترن یونیون 500،000 دلار در هر سال در ساخت و ساز خطوط تلگراف جدید، ذخیره‌شده است.  